# Dorjulopirata dorjulanus
Dorjulopirata dorjulanus là một loài nhện trong họ Lycosidae.
Loài này thuộc chi Dorjulopirata. Dorjulopirata dorjulanus được Jan Buchar miêu tả năm 1997.
Loài này được phát hiện ở Bhutan. ==Chú thích==
1. ↑  Platnick, Norman I. (2010): The world spider catalog, version 10.5. American Museum of Natural History.